# 나가이 우타

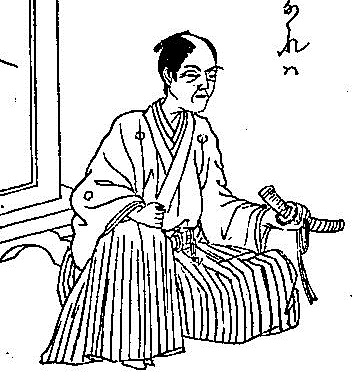
나가이 우타

나가이 우타(長井雅楽)는 막말의 조슈 번사이다. 직책은 직목부(直目付). 일반적인 명칭인 우타는 통칭으로 휘는 도키쓰네(時庸)였다. 나가이는 가주 모리가의 방계인 아키 후쿠바라씨의 일족이었으며, 모리가처럼 오에노 히로모토를 조상으로 하는 모리가의 가신단 중에서도 명문이었다.

## 생애
하기 번의 번사 대조사중로(大組士中老) 나가이 지로우에몬 야스노리의 장남으로 태어났다. 1822년 분세 5년, 4살 때 아버지가 병사했기 때문에 가문을 이었다. 이 때 어렸기 때문에 가문의 녹봉이 절반으로 감소했다. 그 후, 번교였던 메이린칸에서 배웠고, 영주 모리 다카치카의 안채 시동이 되었다. 그 메이린칸에서 다카치카의 두터운 신임을 얻어 다카치카의 세자인 모리 사다히로의 후견인되기도 했다. 그리고 1858년 안세이 5년, 조슈 번의 중역인 직목부(直目付, 감독관)이 된다.
처음부터 우타는 개국론자였기 때문에 1861년 분큐 원년에 공무합체에 근거한 ‘항해원략책’을 번주에게 건의하였고, 이것을 번론으로 삼았다. 그 후, 조정과 막부의 공무합체파가 이것을 환영하고 11월에는 영주 다카치카와 함께 에도에 들어 노중 구제 히로치카, 안도 노부마사와 회견을 했다. 다음 달에 정식으로 이 책을 건의하고 공무 주선을 의뢰했다. 그러나 번의 요시다 쇼인과 그 문하생이 주류인 존왕양이파와 대립 관계에 있었고, 이이 나오스케의 안세이 대옥에 쇼인이 체포된 후 에도로 호송되었지만, 강경한 대응책을 취하지 않았다. 따라서 이후 쇼인의 제자인 구사카 겐즈이와 마에바라 잇세이 등은 그를 암살할 계획을 한다.
1862년 분큐 2년, 막부에서 공무합체를 진행하고 있던 안도와 구제 등이 사카시타 문 밖의 변으로 실각하면서 번 내에서 양이파가 세력을 회복하자 나가이의 배척 운동이 거세졌다. 같은 해 3월 다시 입경했지만 당시에는 존왕양이 사상 격파가 두드러지게 대두되었다. 이와쿠라 도모미나 구사카 등의 조정 공작도 있어서 나가이의 말은 조정을 비방하는 것으로 받아들여지지 않았으며, 다카치카에게 귀국 근신을 명령받았다. 같은 해 6월에 면직되어 귀국했다. 다음 해 1863년, 우타는 조슈 번의 책임을 모두 지는 형태로 할복을 명령 받았다. 나가이 본인도 이 조치는 납득하지 않았으며, 또한 나가이를 지지하는 무사는 아직도 많이 있었지만 번론이 양분되어 내란이 일어날 것을 우려하여 할복을 받아들였다. 같은 해 2월 하기 성 아래 하지하라(土原)의 자택에서 검시관 정사 구니시 시나노가 지켜보는 가운데 향년 45세로 할복했다. 장녀 사다코는 이후 도미오카 제사장에서 근무했다.
다카스기 신사쿠의 아버지 다카스기 코추다는 오랜 세자의 동료로 지낸 친구 사이였다. 할복자살 전날 코추다에 자신의 결백을 호소하며, 남은 자식들을 돌봐달라고 요청하는 장문의 편지를 보냈다. 편지의 끝에 “누명을 쓰고, 이러한 몰골로 수만 가지 생각하는 것은 나라의 장래”라고 세상을 떠나는 노래를 남겼다.

## 평가
항해원략책은 당시의 상황을 냉정하게 인식한 현실적인 정책이었음은 오늘날 확실한 사실이다. 또한 긴 대립 관계에 있었던 구사카 등의 양이파였지만, 이른바 쇄국을 유지하기 위해 철저한 항전 같은 비현실적 노선이 아니라 해군 강화를 통한 외교력의 추진과 통상교섭 강화, 이런 순서에 따른 개국 노선이라는 점에서는 일치하고 있다. 주요 쟁점은 어디까지나 조정의 입장과 막번 체제를 유지한다는 것에 있었으며, 당시로서는 양쪽 모두에 상응하는 현실적 노선이었기 때문에, 역으로 번론의 통일이 어렵게 된 측면도 있었다. 메이지 유신 이후 나가이가 제창한 항해원략책은 무시되었다. 마쓰시타 촌의 문하였던 가쓰라와 다카스가 토오루의 손으로 메이지 유신이 완수되면서, 요시다 쇼인의 원수로 지목된 나가이 우타의 평가가 낮아졌다고 보는 의견도 있다.